# Ematheudes punctella

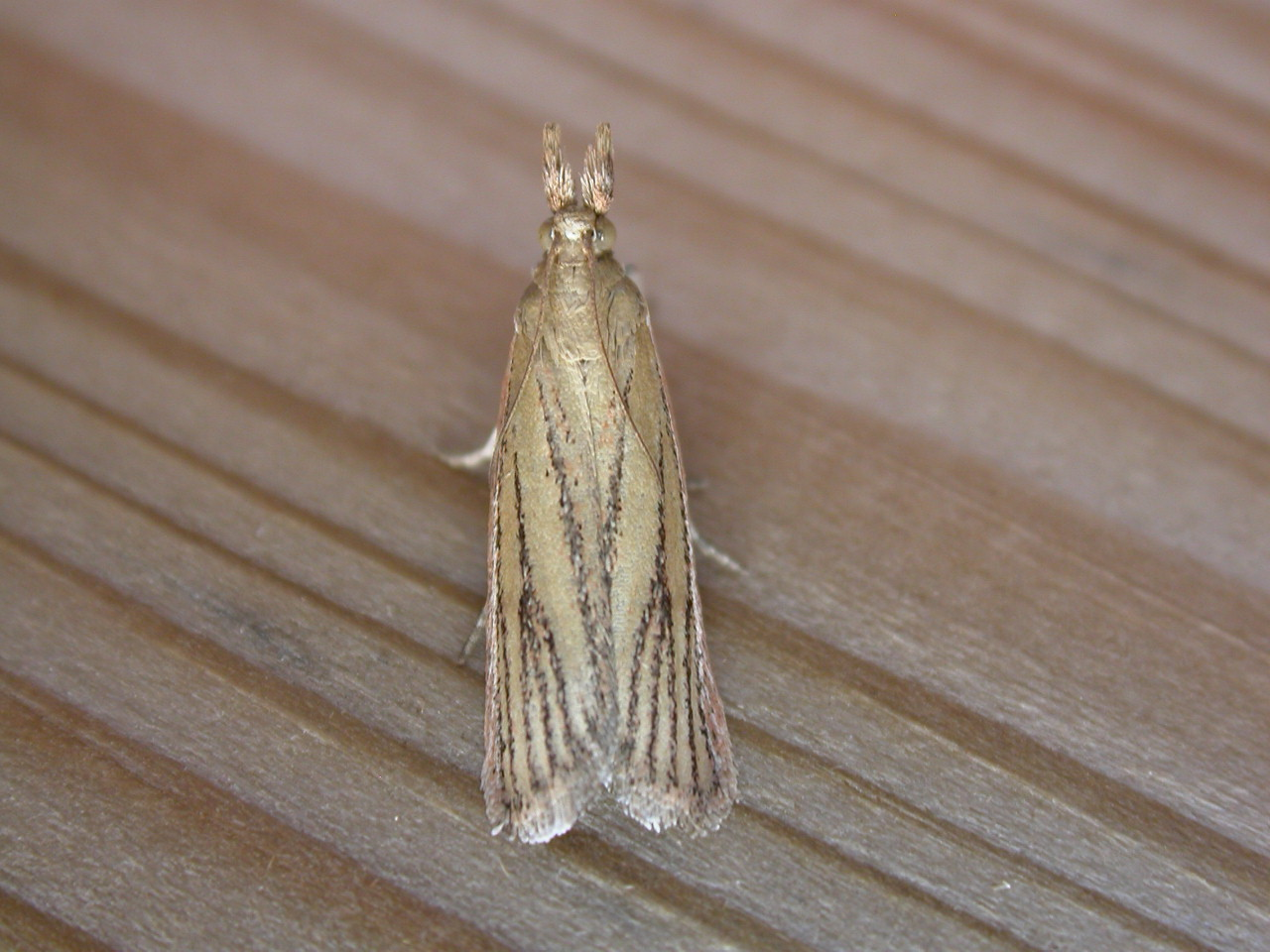
Dorsalansicht

Ematheudes punctella ist ein Kleinschmetterling aus der Familie der Zünsler (Pyralidae).

## Merkmale
Die Flügelspannweite der Zünsler beträgt etwa 22 mm. Die Vorderflügel besitzen eine hellbraune Grundfärbung und weisen mehrere schwarze Flecke und bräunliche Längssteifen auf. An den Flügelrändern verläuft ein Saum. Die weißen Hinterflügel besitzen eine dunkle Saumlinie.

## Verbreitung
Die Art kommt in Südeuropa und im Mittelmeerraum vor. Ihr Verbreitungsgebiet erstreckt sich von Marokko in Nordafrika, über die Iberische Halbinsel, Süd-Frankreich, Korsika, Italien, Sizilien und Griechenland bis nach Kleinasien, Zypern und den Nahen Osten. Einzelne Nachweise gibt es aus Mitteleuropa (Belgien, Tschechien).

## Lebensweise
Die Schmetterlinge beobachtet man von Ende Mai bis September. Man findet die Schmetterlinge in unterschiedlichen Lebensräumen (Wiesen, offene Buschvegetation, am Straßenrand und in Parkanlagen).  Sie werden von künstlichen Lichtquellen angezogen. Die Raupennahrungspflanzen der Zünslerart sind noch unbekannt.

## Taxonomie
Die Art wurde von Georg Friedrich Treitschke im Jahr 1833 als Chilo punctella Treitschke, 1833 erstbeschrieben.